# Zalisți, Zbaraj
Zalisți (în ucraineană Залісці) este o comună în raionul Zbaraj, regiunea Ternopil, Ucraina, formată numai din satul de reședință.

## Demografie
Componența lingvistică a comunei Zalisți
     Ucraineană (97,84%)
     Rusă (1,98%)
     Alte limbi (0,06%)
Conform recensământului din 2001, majoritatea populației comunei Zalisți era vorbitoare de ucraineană (97,84%), existând în minoritate și vorbitori de rusă (1,98%).